# Haplocladium porphyropelma
Haplocladium porphyropelma är en bladmossart som beskrevs av C. Müller 1901. Haplocladium porphyropelma ingår i släktet Haplocladium och familjen Thuidiaceae. Inga underarter finns listade i Catalogue of Life.